# Lindy Rama
Kindy Rama (Bali, 18 dicembre 1978) è una principessa, imprenditrice ed ex modella indonesiana-australiana, conosciuta anche come Lindy Klim e Lindy Rama-Ellis.

## Biografia
Lindy è nipote di Ida Cokorde Pamecutan XI (1945-2021), ex-re di Denpasar, in carica dal 1989 al 2021 e fratello di suo padre. È cresciuta nel palazzo reale fino all’età di tre anni, per poi trasferirsi in Tasmania con la madre dopo il divorzio dei genitori.
Dal 2006 al 2016 è stata sposata con il nuotatore olimpico Michael Klim con il quale ha avuto 3 figli: Stella, Rocco e Frankie. Dall’unione, nel 2017, con l’imprenditore inglese Adam Ellis, è nata la loro figlia Goldie.
Rama ha dichiarato di avere sofferto di disturbi alimentari durante l’adolescenza arrivando a pesare 42 chilogrammi.
Attualmente vive tra Bali e Melbourne.

### Carriera
All'età di 20 anni, ha iniziato a lavorare per marchi come Chanel e Gucci. Il sodalizio con lo stilista Toni Matičevski è stato a lungo attivo. Partecipa regolarmente alle settimane della moda di Sydney e Melbourne, nel 2008 ha partecipato anche a quella di New York.  E’  ambasciatrice della ditta di cosmetici australiana "La Mer" con la quale ha creato prodotti vari.
Tra il 2017 e il 2021, Rama ha lanciato diversi marchi di moda tra cui Rama Voyage, la linea di intimo Fig Femme e l'azienda cosmetica "Milk & Co" di cui è co-proprietaria con l’ex marito Micheal Klim. Ha inoltre disegnato una collezione con il marchio "Mercer + Reid”.

## Galleria d'immagini

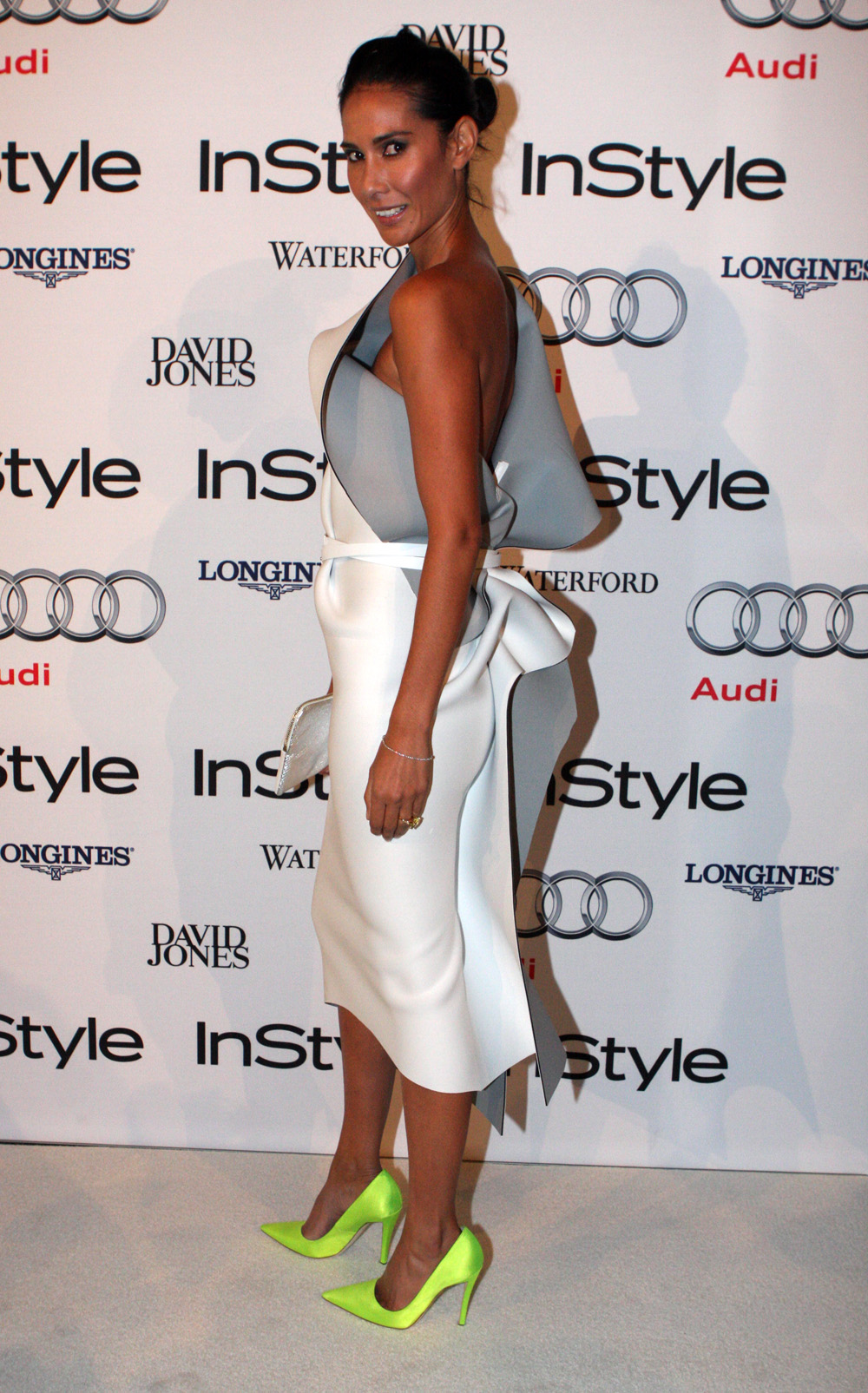
Lindy Rama con un abito da lei realizzato
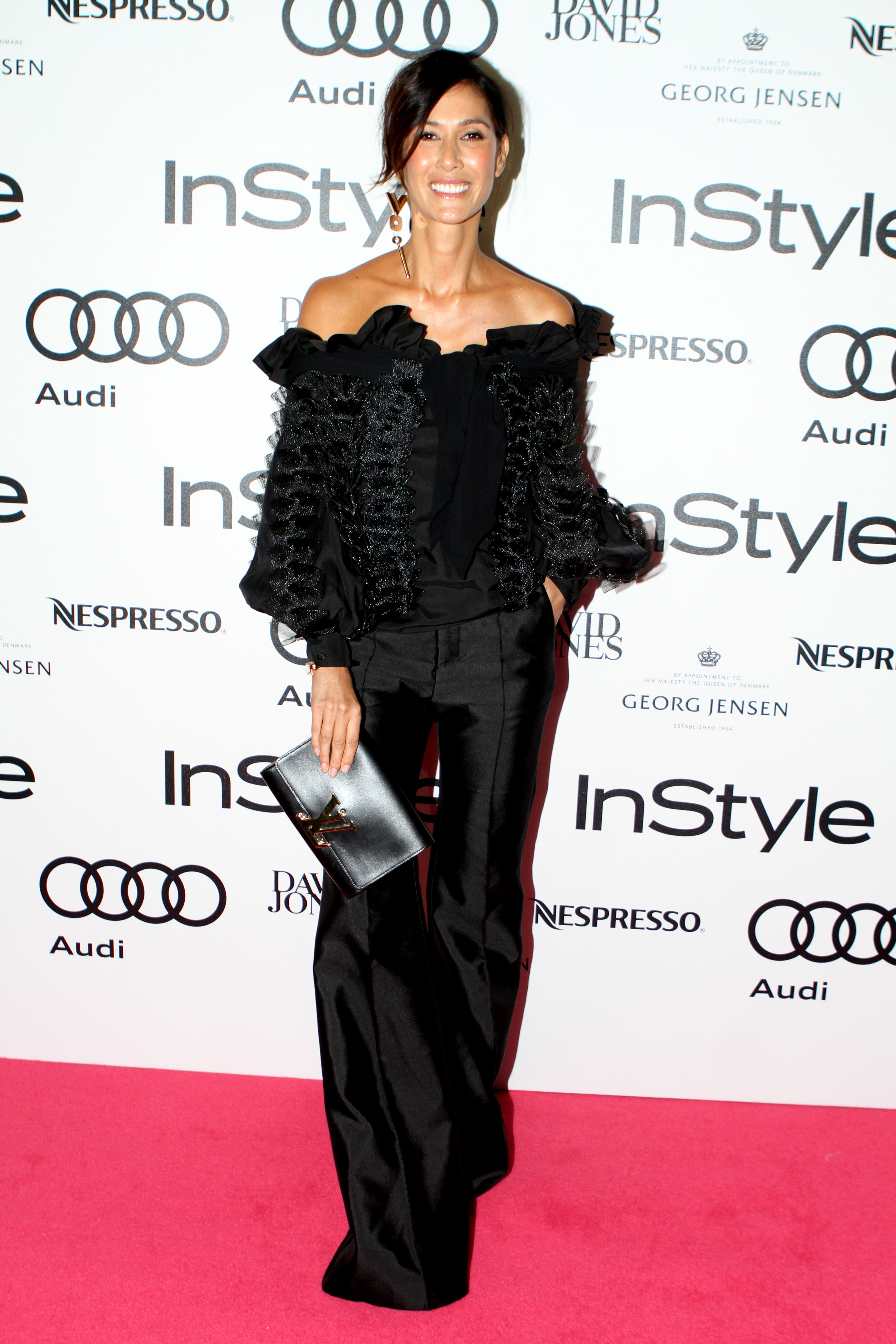
Agli Instyle Awards, 2015
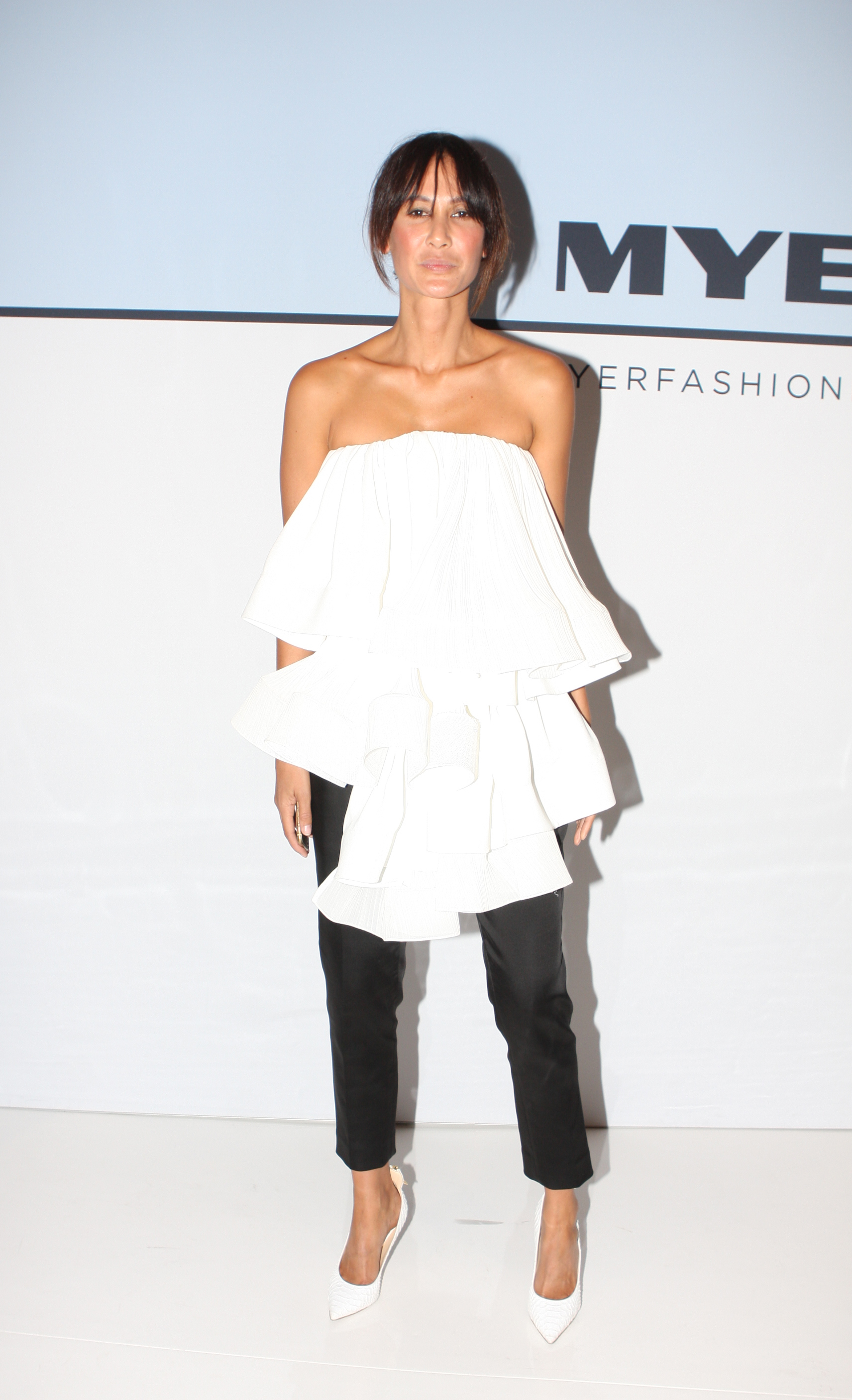
Al lancio della stagione primaverile della Myer Fashion, 2015